# Kloster Marienkamp (Dinslaken)

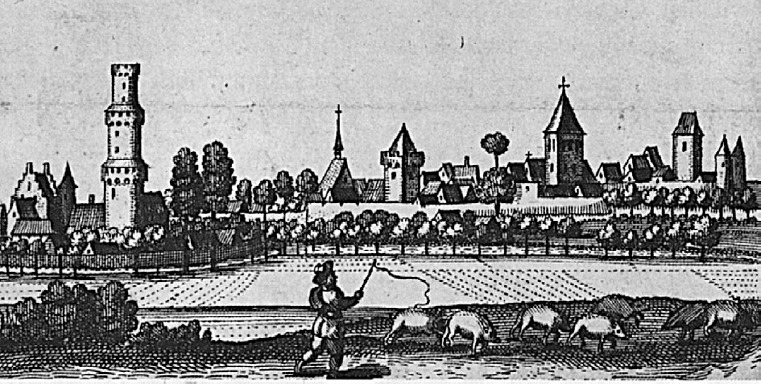
Burg und Stadt Dinslaken Hendrick Feltman um 1600; im Mittelpunkt die Klosterkirche weit rechts neben dem Turm der Burg

Das Kloster Marienkamp  war ein Schwesternhaus nach Augustinusregel in Dinslaken, das von 1433 bis 1808 bestand.
Zur Klosteranlage gehörten: Kapelle, den Bauhof mit Ställen, Brauhaus, Schwesterkammern, ein Gang mit dem Wohnhaus des Priesters und der Priorin, im hinteren Teil Bleiche, Waschhaus und Gärten.
Bei der Klosterkirche handelte es sich um eine spätgotische Kapelle mit Dachreiter, ähnlich der Kirche des Klosters Marienthal.
Die Anlage nahm die gesamte Grundstücksfläche am Rande der Neustadt zwischen der heutigen Kloster-, Friedrich-Ebert- und Wallstraße ein.
Umgeben war das ganze Gelände von hohen Mauern und teilweise den Ableitungen des Rotbachs.

## Geschichte

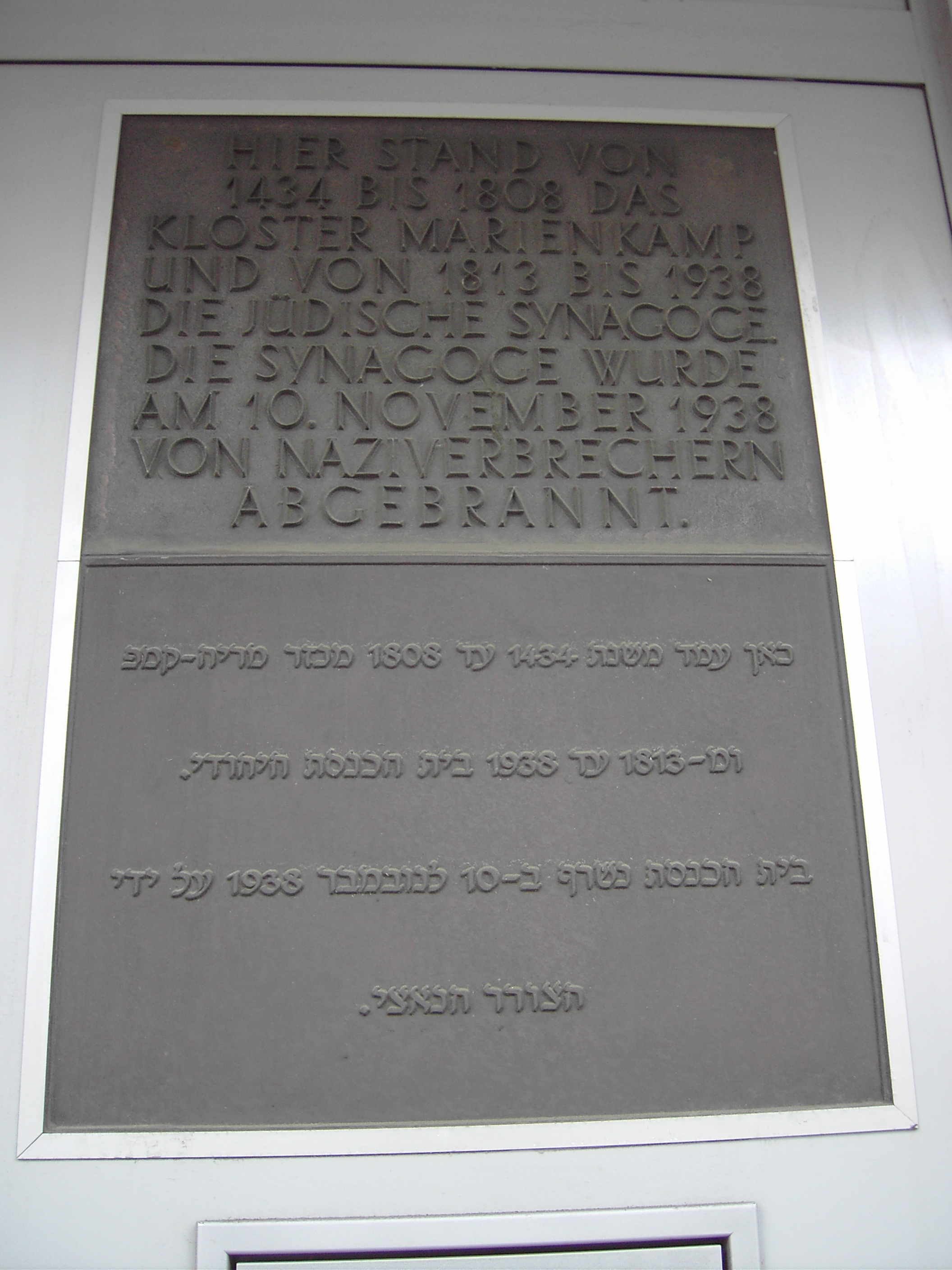
Gedenktafel am ehemaligen Standort der Klosterkirche und späteren Synagoge

Die Schwestern werden erstmals am 3. Januar 1433 erwähnt. Ein Konventsbuch aus dem 15. Jahrhundert hingegen nennt als Gründungsdatum der Schwesterngenossenschaft Marienkamp das Jahr 1434.
Gegen Ende des 17. Jh. verschlechterte sich die wirtschaftliche Lage des Klosters. 1808 wurde es aufgehoben.
Das Gelände ging 1810 im Zuge der Versteigerung auf Dietrich Jungmann und Bernward Lehmkuhl über. Das Kirchengebäude wurde später an die jüdische Gemeinde weiterverkauft, die diese instand setzte und zur Synagoge umbaute. Die  Israelitische Kultusgemeinde benutzte sie bis zur Zerstörung  in der Pogromnacht im Jahre 1938.
Heute erinnert eine Tafel auf dem Parkplatz an das Kloster.